# Sainte Albane
Pour les articles homonymes, voir Albane.
Sainte Albane (ou Santa Albana ou Aybanie, Albania, Aybana) est une religieuse réputée avoir fondé vers 1050 le prieuré Sainte-Marie de l'Ordre de Saint Benoît à Leigneux dans la province du Forez.
Selon la tradition, elle est inhumée dans le chœur de l'église prieurale de Leigneux,.
Son tombeau est inscrit à l'inventaire général du patrimoine culturel de la région Auvergne Rhône-Alpes. 
Une fontaine Sainte Albane a donné son nom à une place du village, la place Sainte Albane.  
La sainte donnait lieu localement à un pèlerinage le dernier jour du mois de mars.  

## Le tombeau
Situé sous le maître-autel, le tombeau a été ouvert sous procès-verbal à trois reprises (3 août 1654, 2 novembre 1723 et 6 août 1849).
Lors de l'ouverture en 1654, les ossements furent retrouvés en parfait état de conservation mais aucune inscription ne figurait sur le sarcophage. C'est probablement pour suppléer à cette absence que fut placée sur la tombe une pierre avec l'inscription gravée SANTA ALBANA. 
Cette pierre (50 x 40 cm) fut retrouvée plus tard encastrée dans la cheminée d'un particulier (en toute probabilité du fait de la période révolutionnaire). Elle était alors brisée, raccourcie, découpée et brûlée par les flammes. Une échancrure avait été pratiquée, probablement pour faciliter le jeu d'un tournebroche. Après sa récupération, elle fut placée au centre d'une plaque commémorative située dans la sacristie en 1849.
Un schéma de cette tombe a été effectué par Vincent Durand, archéologue et secrétaire de société savante de La Diana, d'après les souvenirs des ouvriers employés aux fouilles de 1849.
L'inscription SANTA ALBANA est aujourd'hui toujours dans son cadre commémoratif en plâtre peint faux marbre, au-dessus d'une niche fermée par une porte métallique et renfermant un broc ou vase du XIIIe siècle, inscrit dans la base Palissy.
Plusieurs inscriptions précisent la nature de ce cadre commémoratif, la date de la fête de la sainte et le contenu de la boîte aux reliques:
- Sur le garde-corps (derrière le maître-autel), épitaphe : STA ALBANA / SUB ALTARI / REQUIESCIT;
- Sur le fragment de dalle funéraire, inscription : SANTA / ALBANA ;
- Sur le pourtour de la niche dans la sacristie, une plaque signalétique indiquant : TEMOIGNAGE LAPIDAIRE DU CULTE RENDU A SAINTE ALBANE / SA FETE SE CELEBRAIT LE DERNIER JOUR DU MOIS DE MARS / TROUVE EN 1849 DANS LA TOMBE DE Ste ALBANE / VASE DU XIIIe Scle / BOITE AUX RELIQUES.

## Le fontaine Sainte Albane
En lien direct avec la sainte, il existe à Leigneux une fontaine Sainte-Albane,. La légende locale attribue à sainte Albane, alors vénérable octogénaire devenue aveugle, d'avoir découvert la source qui se trouve sur la place qui porte son nom ("place Sainte-Albane", située à proximité immédiate de la place du chapitre qui formait le cœur de l'enclos canonial). 
Le jour de sa fête, le dernier jour de mars, les pèlerins venaient boire à la fontaine Sainte-Albane pour soigner notamment l'hydropisie et l'épilepsie. Ce pèlerinage local perdura jusqu'en 1795 au moins, soit à la disparition des dames chanoinesses du monastère / chapitre noble de Leigneux. 
Aujourd'hui, la fontaine alimente toujours en partie l'alimentation en eau potable de la commune de Leigneux. Pour cette raison, l'accès des riverains et promeneurs au puits est actuellement fermé.